# Elezioni presidenziali nella Repubblica di Cina del 1913
Le elezioni presidenziali della Repubblica di Cina del 1913 si tennero il 6 e 7 ottobre per la designazione del presidente e del vicepresidente della Repubblica di Cina. Le elezioni ebbero luogo a Pechino.
Gli uscenti Yuan Shikai e Li Yuanhong furono riconfermati dai due rami dell'Assemblea nazionale.

## Risultati

### Elezioni presidenziali
| Candidato   | Partito      | Voti | %     |
| ----------- | ------------ | ---- | ----- |
| Yuan Shikai | Indipendente | 500  | 71.12 |
| Totale      | Totale       | 703  |       |

### Elezioni vicepresidenziali
| Candidato   | Partito      | Voti | %     |
| ----------- | ------------ | ---- | ----- |
| Li Yuanhong | Indipendente | 601  | 83.59 |
| Totale      | Totale       | 719  |       |